# 蒙蒂阿莱格里-杜斯坎波斯
蒙蒂阿莱格里-杜斯坎波斯是巴西南大河州的一个市镇。总面积549.74平方公里，总人口3122人，人口密度5.7人/平方公里。